# Endoxyla polyplecta
Endoxyla polyplecta is een vlinder uit de familie van de Houtboorders (Cossidae). Deze soort is voor het eerst wetenschappelijk beschreven als Xyleutes polyplecta door Alfred Jefferis Turner in een publicatie uit 1932.
De soort komt voor in Australië. 